# Hansa parisina de los mercaderes del agua

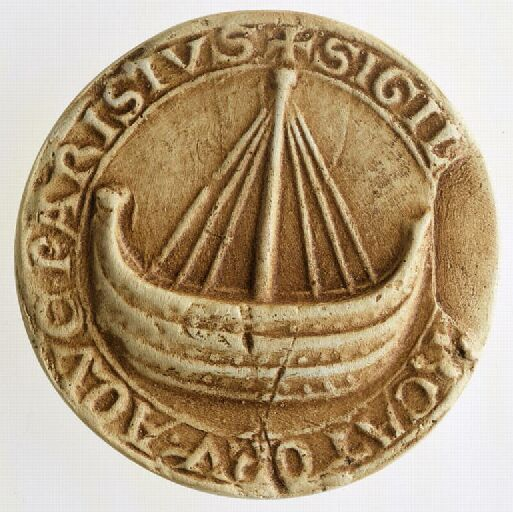
Sello recortado de los mercaderes de agua de París de 1210, conservado en los Archivos Nacionales.

La hansa parisina de los mercaderes del agua fue un gremio de mercaderes de París que obtuvo el privilegio al derecho de navegación por el Sena por una carta real de 1170. La carta les otorgó el derecho a navegar desde el puente de Mantes hasta los puentes de París. Si bien los derechos otorgados variaron a lo largo del tiempo, siempre se enfocaron en el comercio. Los burgueses de la hansa, tuvieron gran influencia en la administración de la ciudad y terminaron de construir la municipalidad de París durante el reinado de Luis IX. Luis XIV abolió la hansa en 1672 y transfirió sus derechos a la tesorería real.

## Origen
Hay numerosas referencias a los comerciantes del agua en textos relacionados con París del siglo XII. En 1121, el rey Luis VI concedió a los mercaderes el derecho a cobrar 60 sous por cada barco que transportara vino. La burguesía hanseática adquirió la plaza de Grève en 1141. Pero fue mediante la carta del rey Luis VII, otorgada en 1170, que la policía del agua se le concedido como privilegio al gremio de la hansa. La policía del agua sobre el río pertenecía al rey pero él le concedió el privilegio a los comerciantes que compartiesen con él la mitad de los derechos.
La hansa era una comunidad de comerciantes que fungía como policía fluvial. No debe confundirse con la corporación de nautas, que tenía el monopolio de las vías navegables interiores. La liga hanseática se formó, al igual que en muchas ciudades del norte de Europa, a finales del siglo X o principios del XI.

## Funcionamiento
La carta de 1170 definió el área geográfica del privilegio: 7 u 8 leguas río abajo y río arriba de la capital.
Los burgueses hanseáticos están vinculados por un contrato registrado por los regidores o el preboste de los comerciantes de París. El contrato se registraba mediante una carta de hansa, registrada por el preboste y sellada.
Los delitos o litigios eran remitidos al salón de la burguesía, que tenía jurisdicción para pronunciar sentencias, incluso penales.
En los siglos XII y XIII, los mercaderes del agua tenían una gran influencia y poder sobre la ciudad. Los mercaderes hanseáticos eran los burgueses de París que dominarían la vida económica y luego política de la ciudad en el siglo XIV.

## Evolución
La hansa parisina fue integrada en el gobierno de Luis IX al prebostazgo de los comerciantes de París. En 1268, Jehan Augier, director de la hansa, se convirtió en el segundo preboste de los mercaderes.